# Laurent Jans
Laurent Jans (sinh ngày 5 tháng 8 năm 1992) là cầu thủ bóng đá chuyên nghiệp người Luxembourg hiện tại đang chơi cho câu lạc bộ Waldhof Mannheim của Đức ở vị trí hậu vệ cánh phải.

## Sự nghiệp thi đấu
Jans đã từng chơi cho Fola Esch và Waasland-Beveren. Sau đó, anh ta đến thử việc tại câu lạc bộ Scotland, Dundee vào tháng 8 năm 2014.
Tháng 7 năm 2019, Jans gia nhập SC Paderborn 07 từ FC Metz theo dạng cho mượn. Paderborn đảm bảo 1 tùy chọn để ký hợp đồng với anh ấy. Tháng 5 năm 2021, anh ta rời Standard Liège để gia nhập Sparta Rotterdam.
Ngày 19 tháng 8 năm 2022, Jans chuyển tới Waldhof Mannheim, đội bóng đang thi đấu tại 3. Liga.

## Sự nghiệp quốc tế
Jans ra mắt quốc tế cho Luxembourg vào năm 2012, và đã góp mặt trong nhiều trận đấu trong khuôn khổ vòng loại Giải vô địch bóng đá thế giới. Anh ta trước đây đã từng thi đấu cho đội U-19 và U-21.

### Bàn thắng quốc tế
Tỷ số và kết quả liệt kê bàn thắng đầu tiên của Luxembourg.
| Thứ tự | Thời gian          | Địa điểm                                                    | Đối thủ    | Ghi bàn | Kết quả | Giải đấu |
| ------ | ------------------ | ----------------------------------------------------------- | ---------- | ------- | ------- | -------- |
| 1.     | 2 tháng 6 năm 2019 | Sân vận động Josy Barthel, Thành phố Luxembourg, Luxembourg | Madagascar | 3–3     | 3–3     | Giao hữu |